# Mercury Seven
Vous lisez un « bon article » labellisé en 2023.  Il fait partie d'un « bon thème ».
Pour les articles homonymes, voir Mercury et Seven.

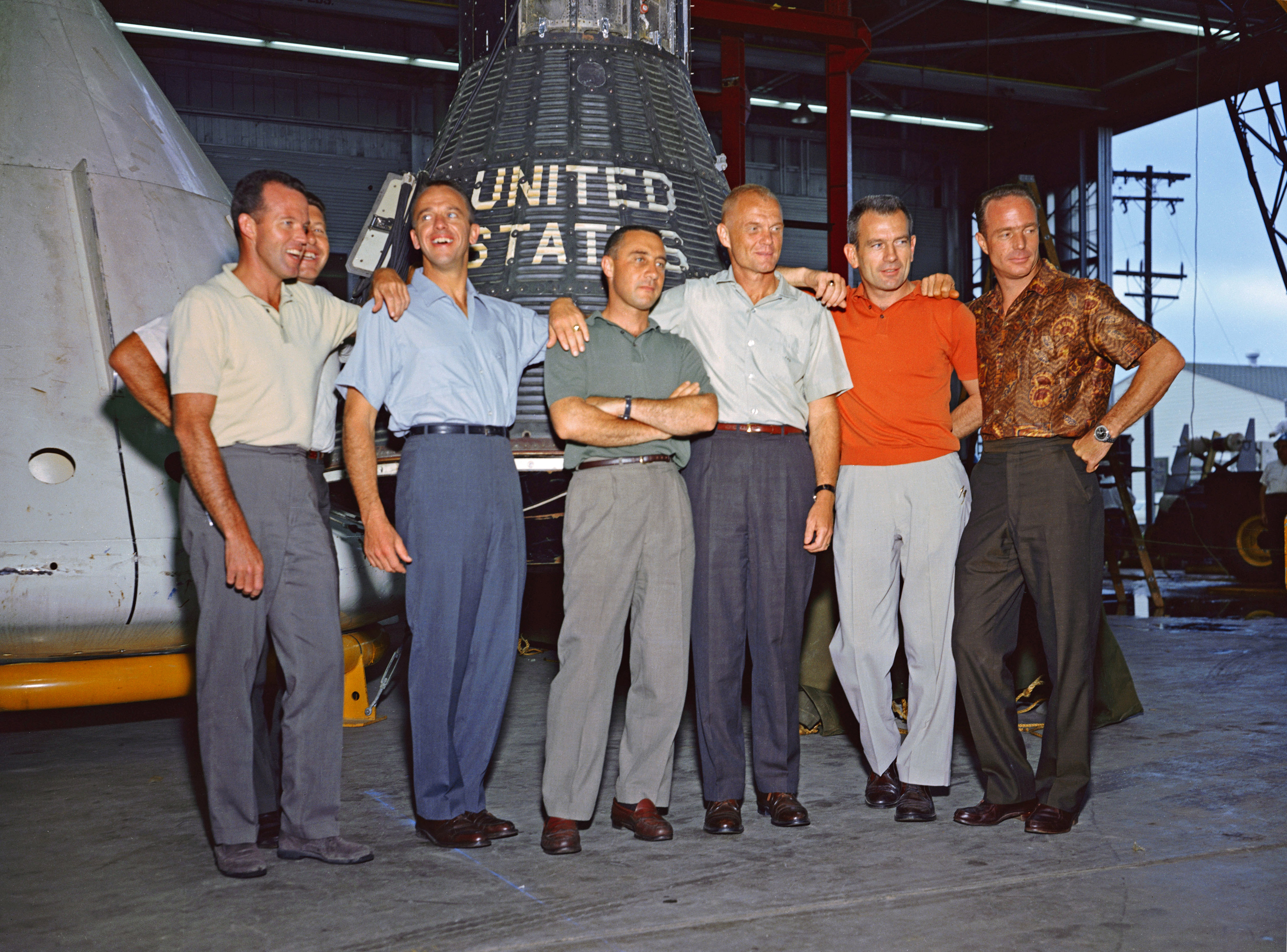
Les Mercury Seven posant devant un vaisseau spatial Mercury le 21 octobre 1963 sur une base militaire de Houston. De gauche à droite : Gordon Cooper, Walter Schirra (dit Wally Schirra), Alan Shepard, Virgil Grissom (dit Gus Grissom), John Glenn, Donald Slayton (dit Deke Slayton) et Scott Carpenter.

Les Mercury Seven (« Sept de Mercury ») sont le groupe de sept astronautes sélectionnés pour piloter des engins spatiaux pour le programme Mercury. Ils sont également appelés Original Seven (« Sept originaux ») et Astronaut Group 1 (« Groupe d'astronautes 1 »). Ce surnom vient du programme Mercury, pour lequel ces sept hommes ont été recrutés.
Leurs noms sont annoncés publiquement par la National Aeronautics and Space Administration (NASA) le 9 avril 1959. Ces sept astronautes américains sont Scott Carpenter, Gordon Cooper, John Glenn, Virgil Grissom (dit Gus Grissom), Walter Schirra (dit Wally Schirra), Alan Shepard et Donald Slayton (dit Deke Slayton). Premier groupe sélectionné, les Mercury Seven créent de facto une nouvelle profession aux États-Unis et établissent l'image de l'astronaute américain pour les décennies à venir. Cette sélection est faite un an avant que les Soviétiques ne recrutent leurs premiers cosmonautes.
Tous les Mercury Seven volent dans l'espace. Ils pilotent dans les six vols spatiaux du programme Mercury qui sont « habités » de mai 1961 à mai 1963 et les membres de ce groupe volent sur tous les programmes de vols spatiaux habités de la NASA du XXe siècle : Mercury, Gemini, Apollo et la navette spatiale.
Shepard devient le premier Américain à entrer dans l'espace en 1961 (Mercury-Redstone 3) — trois semaines après le Soviétique Youri Gagarine —, puis marche sur la Lune en tant que commandant d'Apollo 14 en 1971. Grissom effectue la première mission Gemini avec équipage (Gemini 3) en 1965, mais meurt en 1967 dans l'incendie d'Apollo 1. Schirra pilote la première mission Apollo avec équipage (Apollo 7) en 1968, à la place de Grissom et sera le seul à voler sur trois vaisseaux spatiaux différents : Mercury (en 1962), Gemini (en 1965) et donc Apollo (en 1968). Slayton, interdit de vol à cause d'une fibrillation atriale et pendant plusieurs années le chef du Bureau des astronautes, participe finalement au projet Apollo-Soyouz en 1975, la première mission spatiale avec les Soviétiques. Le premier Américain en orbite en 1962 (Mercury-Atlas 6), Glenn, après une longue carrière de sénateur, vole sur la navette spatiale Discovery en 1998 (STS-95) pour devenir, à 77 ans, la personne la plus âgée à voler dans l'espace à l'époque. Il est le dernier membre vivant des Mercury Seven lorsqu'il meurt en 2016.

## Contexte

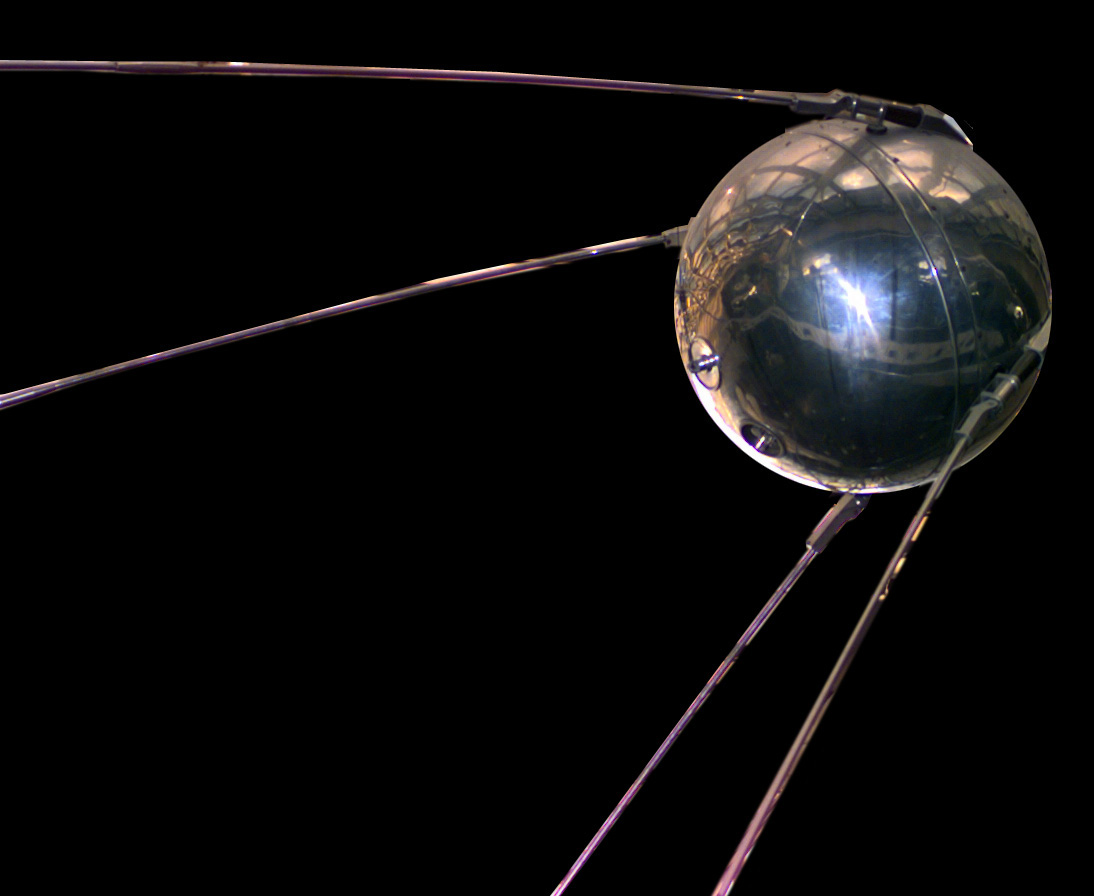
Réplique de Spoutnik 1.

Le lancement du satellite Spoutnik 1 par l'Union des républiques socialistes soviétiques (URSS) le 4 octobre 1957 déclenche une compétition technologique et idéologique de la guerre froide avec les États-Unis connue sous le nom de « Course à l'espace ». La démonstration de l'infériorité technologique américaine est un choc profond pour le public américain. Les Soviétiques suivent leurs réussites avec Spoutnik 2, un satellite qui transporte Laïka, une chienne. Les analystes du renseignement américain estiment que les Soviétiques prévoient de mettre un humain en orbite, ce qui a poussé l'United States Air Force (USAF) et le National Advisory Committee for Aeronautics (NACA) à renforcer leurs efforts pour atteindre cet objectif,.
L'USAF lance un projet de vol spatial appelé Man In Space Soonest (MISS) pour lequel elle obtient l'approbation des chefs d'état-major des différentes branches de l'armée et demande un financement de 133 millions de dollars. MISS rencontre des difficultés techniques, ce qui provoque des difficultés de financement. Cela engendre un conflit avec les deux agences qui doivent la soutenir, la NACA et l'Advanced Research Projects Agency (ARPA), future Defense Advanced Research Projects Agency (DARPA). Le cœur du problème est l'incapacité de l'USAF à articuler un objectif militaire clair pour le MISS.
Pendant ce temps, en réponse à la « crise du Spoutnik », le président des États-Unis, Dwight D. Eisenhower, décide de créer une nouvelle agence civile, la National Aeronautics and Space Administration (NASA), qui doit absorber la NACA et devenir responsable de la direction générale du programme spatial américain. En septembre 1958, l'USAF accepte de transférer la responsabilité de MISS à la NASA, qui est créée le 1er octobre 1958. Le 5 novembre, le Groupe de travail sur l'espace (Space Task Group, STG) est créé au centre de recherche Langley à Hampton, en Virginie, avec Robert Gilruth comme directeur. Le 26 novembre 1958, l'administrateur de la NASA, T. Keith Glennan, et son adjoint, Hugh L. Dryden, adoptent une suggestion d'Abe Silverstein, directeur du développement des vols spatiaux au STG, selon laquelle le programme de vol spatial habité s'appellerait « programme Mercury ». Le nom est annoncé publiquement par Glennan le 17 décembre 1958, soit le 55e anniversaire du premier vol des frères Orville et Wilbur Wright,. L'objectif du programme Mercury est de lancer un homme en orbite terrestre, de le ramener sain et sauf sur Terre et d'évaluer ses capacités dans l'espace.

## Critères de sélection

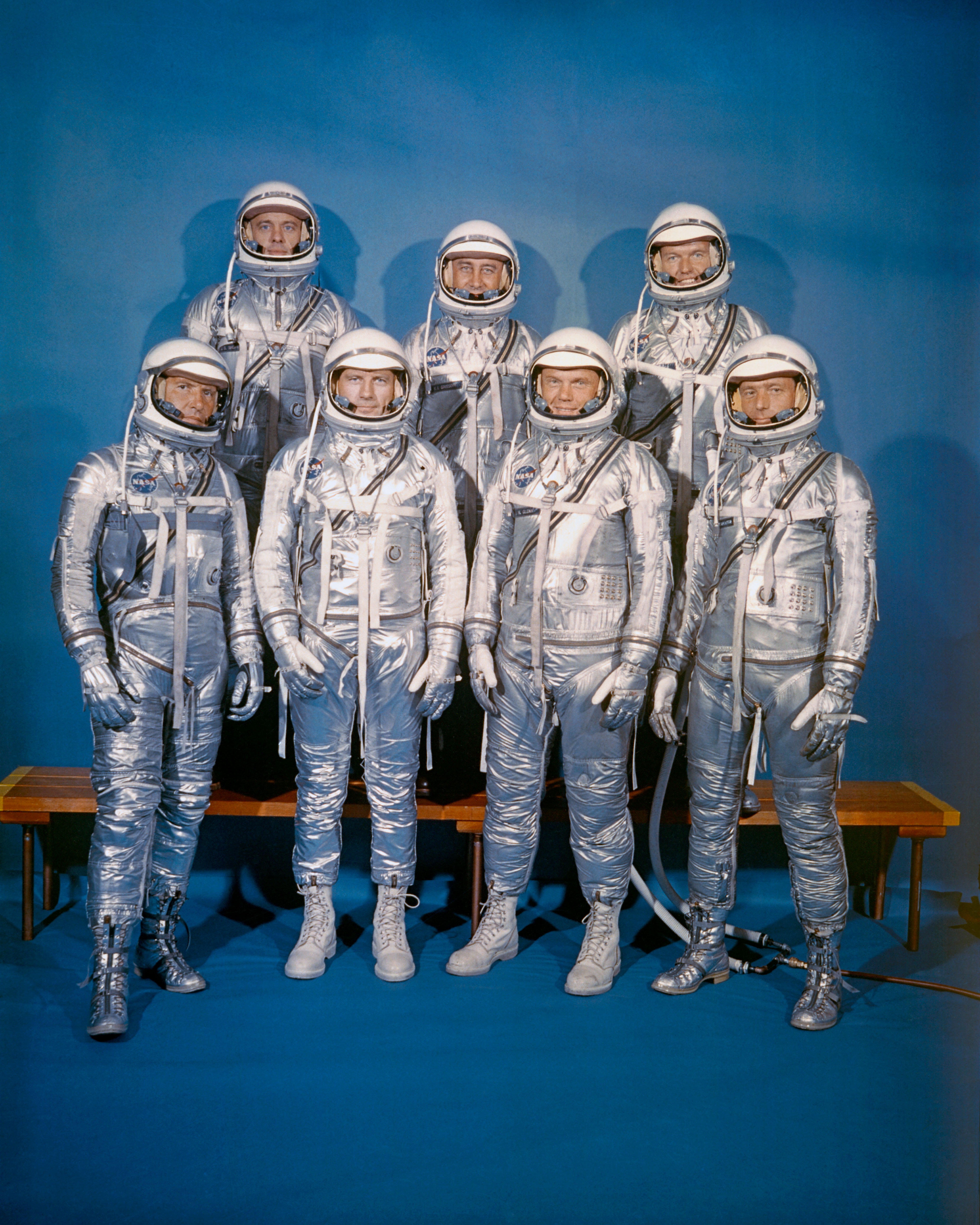
Les Mercury Seven dans leurs combinaisons Mercury le 17 mars 1960.

Le STG doit décider d'un nom pour les personnes qui voleraient dans l'espace et une séance de brainstorming a lieu le 1er décembre 1958. Par analogie avec « aéronaute » (voyageur aérien), quelqu'un propose le terme « astronaute », qui signifie « voyageur des étoiles », bien que les ambitions du programme Mercury soient beaucoup plus limitées. Ils pensent avoir inventé un nouveau mot, mais le terme est déjà utilisé dans la science-fiction depuis les années 1920. Un panel de trois hommes composé de Charles J. Donlan, Warren J. North et Allen O. Gamble rédige un cahier des charges de la fonction publique pour les astronautes. Le panel propose que les astronautes soient dans les grades de la fonction publique 12 à 15, selon les qualifications et l'expérience, avec un salaire annuel de 8 330 $ à 12 770 $,. Les devoirs d'un astronaute sont décrits comme ceci : « Bien que l’ensemble du fonctionnement du satellite soit possible, dans les premières phases, sans la présence de l'homme, l'astronaute jouera un rôle important pendant le vol. Il contribuera en surveillant l'environnement de la cabine et en faisant les ajustements nécessaires. Il aura des affichages continus de sa position et de son attitude et d'autres lectures d'instruments, et aura la capacité d'actionner les commandes de réaction et d'amorcer la descente de l'orbite. Il contribuera au fonctionnement du système de communication. De plus, l'astronaute fera des observations de recherche qui ne peuvent pas être faites par des instruments ; il s'agit notamment d'observations physiologiques, astronomiques et météorologiques. »
Bien que le panel considère que de nombreuses personnes peuvent posséder les compétences requises — les pilotes d'avion, les sous-mariniers, les plongeurs en haute mer et les alpinistes sont tous considérés comme des candidats probables — il est décidé que les pilotes d'essai militaires sont les plus à même de les maîtriser. Accepter uniquement des pilotes d'essai militaires simplifie le processus de sélection et correspond également aux exigences de sécurité, car le rôle implique presque certainement le traitement d'informations classifiées. La décision de limiter la sélection aux pilotes d'essai militaires est prise par Glennan, Dryden et Gilruth au cours de la dernière semaine de décembre 1958, mais la contradiction apparente de l'utilisation de pilotes d'essai militaires dans un programme civil n'est pas négligée et, compte tenu de la préférence expresse du président pour un programme spatial en dehors de l'armée, Glennan pense qu'il vaut mieux faire acter la décision auprès d'Eisenhower. Une réunion est ainsi organisée avec le président, qui est convaincu par l'argumentation,.
Le jury établit également des critères de sélection des astronautes :
- avoir moins de 40 ans ;
- mesurer moins d'1,80 m ;
- être en excellente condition physique ;
- être diplômé d'un Bachelor's degree (c’est-à-dire l'équivalent du baccalauréat en France) ou d'un diplôme équivalent ;
- être diplômé d'une école des pilotes d'essai (cf. École des pilotes d'essai de l'United States Air Force ou United States Naval Test Pilot School) ;
- avoir un minimum de 1 500 heures de vol au total ;
- être qualifié pour le pilotage sur avion à réaction (jet).

La limite de taille est en fonction de la conception du vaisseau spatial Mercury qui ne peut pas accueillir quelqu'un de plus grand. À cette époque, il n'est pas su si le pilotage au sens conventionnel du terme sera possible dans un vaisseau spatial, mais dès le début la conception du vaisseau spatial prévoit un certain degré de contrôle manuel.

## Processus de sélection
La première étape du processus de sélection consiste à obtenir les états de service des diplômés des écoles des pilotes d'essai auprès du département de la Défense des États-Unis. Tous les services acceptent de coopérer pleinement et remettent leurs dossiers. Il y a 508 pilotes d'essai militaires au total, dont 225 sont de l'armée de l'air, 225 de la marine, 23 du corps des marines et 35 de l'armée. Donlan, North, Gamble et le psychologue Robert B. Voas parcourent ensuite les dossiers en janvier 1959 et identifient 110 pilotes — cinq du corps des marines, 47 de la marine et 58 de l'armée de l'air — qui respectent le reste des critères minimaux. Ces 110 sont ensuite divisés en trois groupes, les plus prometteurs étant dans le premier groupe.

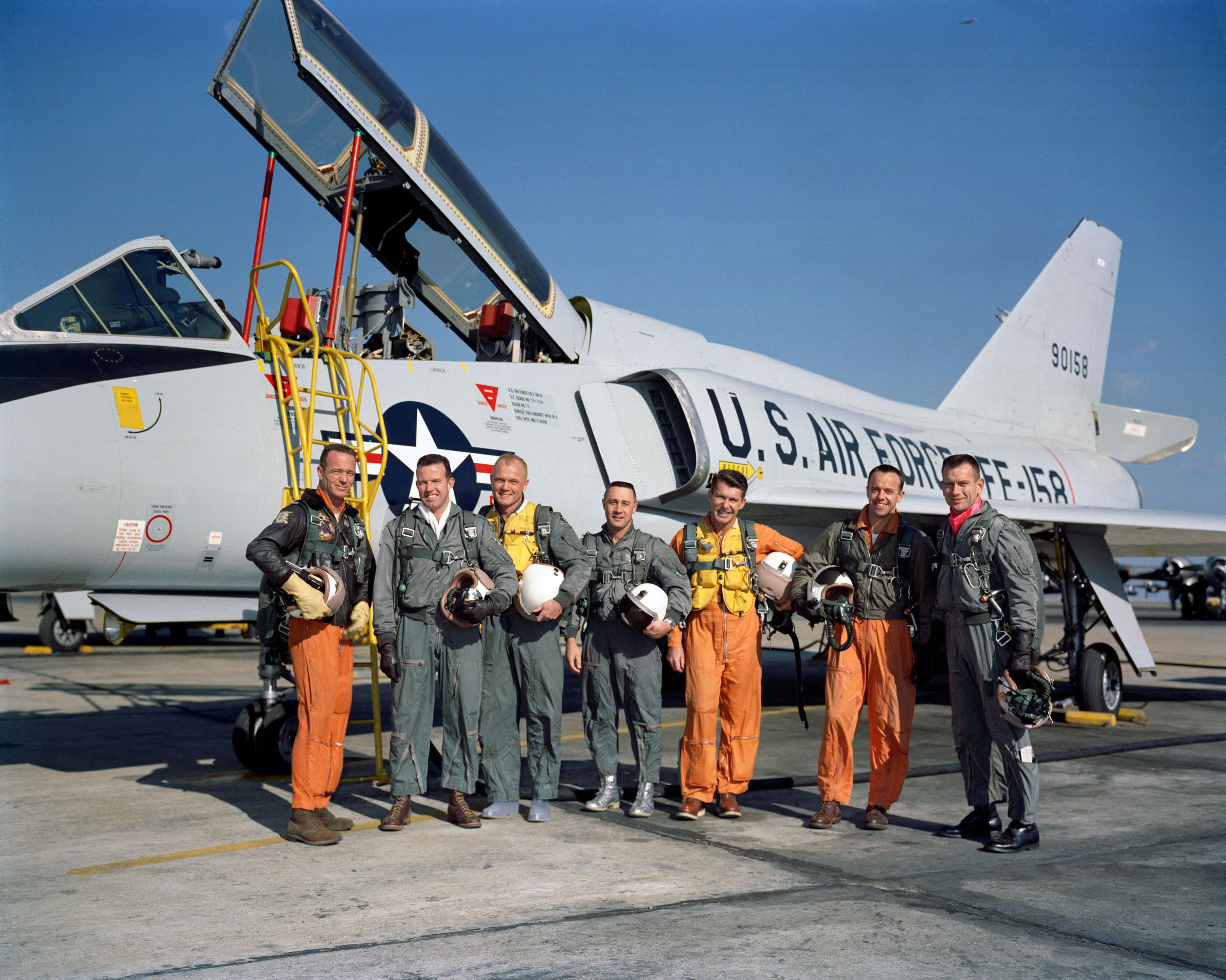
Les Mercury Seven posant devant un Convair F-106 Delta Dart le 20 janvier 1961 à la base aérienne de Langley.

Soixante-neuf candidats sont amenés au Pentagone à Washington, en deux groupes. Le premier groupe de 35 s'y réunit le 2 février 1959. Les officiers de la marine et du corps des marines sont accueillis par le chef des opérations navales, l'amiral Arleigh Burke, tandis que les officiers de l'armée de l'air sont reçus par le chef d'état-major de l'armée de l'air, le général Thomas D. White. Tous deux déclarent soutenir le programme spatial et promettent que la carrière des volontaires n'en sera pas affectée. Les responsables de la NASA informent ensuite les candidats sur le programme Mercury. Ils admettent que ce sera une entreprise dangereuse, mais soulignent qu'elle est d'une grande importance nationale,.
Les candidats reçoivent trois briefings par des responsables de la NASA. Le premier concerne la NASA et le programme Mercury, le second le rôle du pilote dans le programme et le troisième le programme de formation proposé pour les astronautes. Dans l'après-midi, les candidats ont de courtes rencontres individuelles avec le comité de sélection de la NASA. Il est souligné que la participation est entièrement volontaire, que les candidats sont libres de refuser et qu'il n'y aura aucune répercussion sur leur carrière s'ils le font. Plusieurs candidats refusent à ce stade.
Les autres se présentent le lendemain au siège de la NASA à Washington pour un examen plus approfondi. Voas leur donne une série de tests standardisés (en) : le Miller Analogies Test (en) (MAT) pour mesurer le quotient intellectuel, le Minnesota Engineering Analogies Test pour mesurer les aptitudes en ingénierie et le test de raisonnement mathématique Doppelt pour mesurer l'aptitude mathématique. Donlan, North et Gamble mènent des entretiens au cours desquels ils posent des questions techniques et interrogent les candidats sur leurs motivations à postuler au programme. Les candidats sont évalués par deux psychiatres de l'USAF, George E. Ruff et Edwin Z. Levy. Un chirurgien spécialisé de l'USAF, William S. Augerson, examine les dossiers médicaux des candidats. Certains s'avèrent dépasser la limite de taille et sont éliminés à ce stade.
Le processus est répété avec un deuxième groupe de 34 candidats une semaine plus tard. Sur les 69, six dépassent la limite de taille, 15 sont éliminés pour d'autres raisons et 16 refusent. Cela laisse la NASA avec 32 candidats : quinze de la marine, quinze de l'armée de l'air et deux du corps des Marines. Comme c'est plus que prévu, la NASA décide de ne pas évaluer les 41 candidats restants, car 32 candidats semblent un nombre plus que suffisant pour sélectionner les douze astronautes prévus. Le degré d'intérêt lors des tests indique également qu'il y aura beaucoup moins d'abandons pendant la formation qu'estimé, ce qui entraînerait la formation en surnombre d'astronautes qui ne participeraient pas aux missions du programme Mercury. Il est donc décidé de réduire le nombre d'astronautes sélectionnés à seulement six,.
Par la suite, de janvier à mars, une série exténuante de tests physiques et psychologiques est réalisée à la Lovelace Clinic et au département médical de la base aérienne Wright-Patterson sous la direction d'Albert H. Schwichtenberg, un brigadier général à la retraite de l'USAF. Les tests comprennent de passer des heures sur des tapis roulants et des tables d'inclinaison, d'immersion des pieds dans de l'eau glacée, de trois doses d'huile de ricin et de cinq lavages de l'intestin,. Un seul candidat, James Lovell (dit Jim Lovell), est éliminé pour des raisons médicales à ce stade, avec un diagnostic qui s'est avéré par la suite erroné. Treize autres sont recommandés avec des réserves. Gilruth se retrouve incapable de sélectionner seulement six des dix-huit restants, et finalement sept sont choisis.
Malgré leur rejet d'intégration du premier groupe d'astronautes, bon nombre des 25 finalistes qui sont ignorés ont eu une carrière militaire réussie. Trois sont devenus astronautes par la suite : Charles Conrad (dit Pete Conrad) et James Lovell (dit Jim Lovell) qui sont sélectionnés avec le groupe suivant en 1962 ; et Edward Givens qui est sélectionné avec le cinquième groupe en 1966. D'autres atteignent des grades militaires élevés : Lawrence Heyworth Jr. (en) est devenu un contre-amiral, Robert B. Baldwin et William P. Lawrence sont devenus des vice-amiraux et Thomas B. Hayward est devenu un amiral. Ce dernier commandera la Septième flotte et la Flotte du Pacifique et sera chef des opérations navales. Trois des finalistes meurent plus tard dans des accidents d'avion : Halvor M. Ekeren, Jr. le 8 avril 1959, Jack B. Mayo le 11 janvier 1961 et Hal R. Crandall le 24 juillet 1963. Le finaliste Robert G. Bell meurt le 16 mai 1965 dans l'explosion de plusieurs avions à la base aérienne de Biên Hòa, au Viêt Nam.

## Éligibilité
Les sept premiers astronautes américains sont le lieutenant de la marine Scott Carpenter, le capitaine de l'armée de l'air Gordon Cooper, le lieutenant-colonel de la marine John Glenn, le capitaine de l'armée de l'air Virgil Grissom (dit Gus Grissom), le capitaine de corvette  Walter Schirra (dit Wally Schirra), le capitaine de corvette Alan Shepard et le capitaine de l'armée de l'air Donald Slayton (dit Deke Slayton).

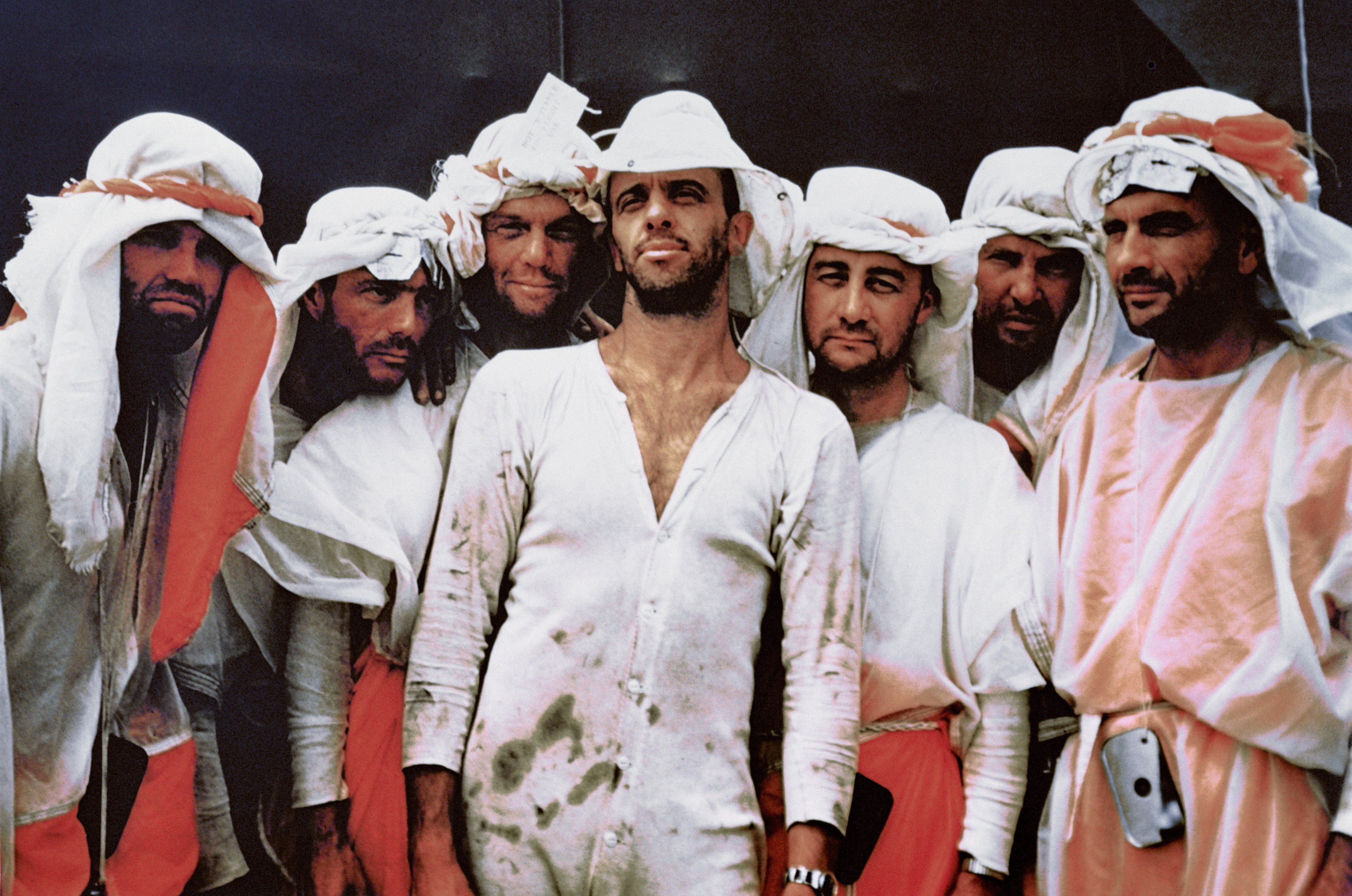
Les Mercury Seven lors d'un entraînement à la survie dans le Nevada en 1960.

Tous sont de sexe masculin et blancs. Les femmes n'étant pas encore acceptées dans les écoles de pilotes d'essai militaires, elles ne sont pas éligibles. Un projet connexe, Mercury 13, est mis en œuvre pour essayer d'intégrer des astronautes femmes. Le premier Afro-Américain à être diplômé de l'école des pilotes d'essai de l'United States Air Force, John L. Whitehead Jr., ne l'est qu'en janvier 1958 et n'est pas l'un des finalistes. Pourtant, les profils des Mercury Seven sont similaires au-delà de ce qui est la simple résultante des critères de sélection. Quatre sont les homonymes de leurs pères. Tous sont les fils aînés ou uniques de leur famille. Tous sont nés aux États-Unis et ont grandi dans de petites villes. Tous sont mariés, ont des enfants et sont protestants[réf. nécessaire].
Leur âge au moment de la sélection variait de 32 ans (Cooper) à 37 ans (Glenn). Shepard est le plus grand, à la hauteur maximale d'1,80 m, tandis que Grissom, le plus petit mesure 1,70 m. Le poids n'est pas un critère ferme comme la taille, car perdre du poids est toujours possible, mais le vaisseau spatial Mercury fixe une limite de 82 kg. Cooper est le plus léger, à 68 kg, tandis que Glenn pèse le maximum (82 kg) et Schirra est légèrement en surpoids par rapport au module à 84 kg et doit donc perdre du poids pour être accepté. Les deux doivent surveiller attentivement leur poids pendant qu'ils sont dans le programme spatial. Les QI varient de 135 à 147[réf. nécessaire].
Tous les sept ont fréquenté des établissements postsecondaires dans les années 1940. Sur les cinq astronautes qui ont obtenu des diplômes de premier cycle avant d'être sélectionnés, deux (Shepard et Schirra) sont diplômés de l'Académie navale d'Annapolis dans le Maryland, respectivement en 1944 et 1945. Après une décennie d'études intermittentes, Cooper a obtenu son baccalauréat en génie aérospatial à l'Air Force Institute of Technology (AFIT) en 1956. Grissom a obtenu un baccalauréat en génie mécanique de l'université Purdue en 1950, et un deuxième baccalauréat, en aéromécanique, de l'AFIT en 1956. Slayton est diplômé de l'université du Minnesota avec un baccalauréat en génie aéronautique en 1949. Le nombre moyen d'heures de vol est de 3 500, dont 1 700 sur avion à réaction. La plupart sont des pilotes de chasse, à l'exception de Carpenter, qui a piloté des avions de patrouille multimoteurs pendant la majeure partie de sa carrière.
Glenn et Carpenter ne satisfont pas à toutes les exigences de diplôme de leurs écoles : Glenn n'a pas terminé sa dernière année en résidence ou son examen de compétence final, et Carpenter n'a pas terminé son dernier cours en transfert thermique. Tous deux sont admis sur la base d'une équivalence professionnelle et obtiennent finalement leur bachelor's degrees après leurs vols spatiaux de 1962 — Glenn en ingénierie du Muskingum College et Carpenter en génie aéronautique de l'université du Colorado à Boulder.
Malgré les examens physiques approfondis, Slayton a une fibrillation atriale non diagnostiquée, ce qui entraîne son déclassement deux mois avant ce qui aurait été son premier vol spatial et la deuxième mission orbitale.

## Entrée à la NASA
La NASA présente les astronautes à Washington le 9 avril 1959,,,. Bien que l'agence considère le but du programme Mercury comme une expérience visant à déterminer si les humains peuvent survivre aux voyages dans l'espace, les sept hommes sont immédiatement devenus des héros nationaux et sont comparés par le magazine Time à Christophe Colomb, Fernand de Magellan, Daniel Boone et aux frères Wright. Deux cents reporters envahissent la salle utilisée pour l'annonce officielle et inquiètent les astronautes, peu habitués à un si large public.

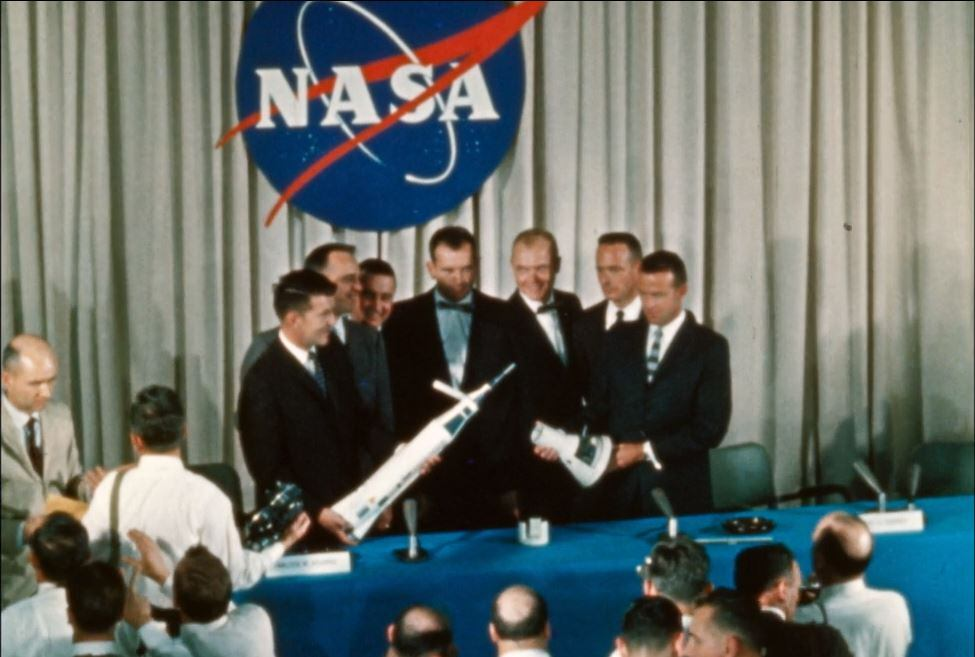
Les Mercury Seven lors de la conférence de presse de la NASA le 9 avril 1959.

Parce qu'ils portent des vêtements civils, le public ne les considère pas comme des pilotes d'essai militaires, mais comme « des Américains matures de la classe moyenne, de taille et de visage moyens, tous des hommes de famille ». À la surprise des astronautes, les journalistes posent des questions sur leur vie personnelle au lieu de leurs faits d'armes militaires ou de leur expérience de vol, ou même des détails sur le programme Mercury. Après que Glenn a répondu en parlant avec éloquence « de Dieu, du pays et de la famille », les autres suivent son exemple et sont applaudis par les journalistes.
Les pilotes d'essai acceptent que leur travail est dangereux : pendant les trois années de service de Glenn comme pilote d'essai pour la marine, douze autres sont morts. Lorsqu'on leur demande ce que leurs familles pensent du fait qu'ils acceptent un travail aussi périlleux, la plupart des sept sont surpris car ils n'y avaient jamais pensé auparavant. Glenn ajoute qu'il « ne pensait pas qu'aucun d'entre nous ne pourrait vraiment continuer avec quelque chose comme ça si nous n'avions pas un assez bon soutien à la maison. L'attitude de ma femme [Annie Glenn] à ce sujet a été la même qu'elle a été tout au long de mes vols. Si c'est ce que je veux faire, elle me soutient, et les enfants aussi, à cent pour cent ». Carpenter reçoit encore plus d'applaudissements quand il note qu'il était en mer lorsque la NASA lui a téléphoné pour l'informer qu'il avait été sélectionné, et que sa femme Rene avait accepté en son nom. Sa sélection teste l'engagement de la marine envers le programme Mercury lorsque le capitaine de son navire, l'USS Hornet, refuse de le libérer, et que Burke doit intervenir personnellement.
L'épouse de Cooper, Trudy, l'a quitté en janvier 1959 après une liaison avec la femme d'un autre officier et a déménagé à San Diego. Au cours des entretiens de sélection, il est interrogé sur sa relation domestique et ment en disant que lui et Trudy ont un mariage stable. Conscient que la NASA veut projeter une image de ses astronautes comme des pères de famille aimants et que son histoire ne résisterait pas à un examen minutieux, il se rend à San Diego pour voir Trudy à la première occasion. Attirée par la perspective d'une grande aventure pour elle-même et ses filles, elle accepte de se prêter à la comédie et de prétendre qu'ils sont un couple marié et heureux.

## Membres du groupe
| Image                        | Nom complet                         | Arme | Date et lieu de naissance et de mort                                             | Missions et dates                                                                       | Performances                                                                                         | Carrière | Références |
| ---------------------------- | ----------------------------------- | ---- | -------------------------------------------------------------------------------- | --------------------------------------------------------------------------------------- | --- | --- | ---------- |
| Portrait de Scott Carpenter. | Malcolm Scott Carpenter             | USN  | 1er mai 1925 Boulder (Colorado) 10 octobre 2013 Denver (Colorado)                | Mercury-Atlas 7 (24 mai 1962)                                                           | Deuxième vol orbital américain                                                                       | Carpenter a rejoint la marine américaine en 1949 et a piloté des avions de patrouille multimoteurs Lockheed P-2 Neptune. Il est diplômé de l'US Naval Test Pilot School à la NAS Patuxent River avec la classe 13 en 1954. Carpenter a piloté Mercury-Atlas 7, la deuxième mission orbitale Mercury. Il a pris un congé de la NASA à l'automne 1963 pour participer au programme SEALAB de la marine et s'est blessé au bras gauche dans un accident de motocyclette. Deux interventions chirurgicales en 1964 et 1967 n'ont pas réussi à corriger la condition, et il a démissionné de la NASA en août 1967. Il a pris sa retraite de la marine en 1969, avec le grade de commandant. | ,          |
| Portrait de Gordon Cooper.   | Leroy Gordon « Gordo » Cooper, Jr.  | USAF | 6 mars 1927 Shawnee (Oklahoma) 4 octobre 2004 Ventura (Californie)               | Mercury-Atlas 9 (15 mai 1963) Gemini 5 (21 août 1965)                                   | Quatrième vol orbital américain (1,5 jour) Vol orbital de huit jours avec Conrad                     | Cooper a rejoint l'USAF en 1949 et a piloté des F-84 Thunderjet et des F-86 Sabre en Allemagne pendant quatre ans. Il est diplômé de l'École des pilotes d'essai de l'USAF de l'Edwards Air Force Base avec la classe 56D (la même classe que Virgil Grissom) en 1956. Cooper a piloté Mercury-Atlas 9, la dernière mission du programme Mercury. Il a été le premier Américain à voler dans l'espace pendant plus d'une journée et le dernier à voler seul dans l'espace. Il a de nouveau volé dans l'espace sur Gemini 5 en août 1965. En 1969, il a servi comme commandant de l'équipage de réserve d'Apollo 10. Son attitude laxiste envers l'entraînement et sa sécurité personnelle l'ont mis en désaccord avec Slayton. Après que Shepard a reçu son commandement potentiel d'Apollo, Cooper a pris sa retraite de la NASA et de l'armée de l'air avec le grade de colonel en juillet 1970. | ,          |
| Portrait de John Glenn.      | John Herschel Glenn, Jr.            | USMC | 18 juillet 1921 Cambridge (Ohio) 8 décembre 2016 Columbus (Ohio)                 | Mercury-Atlas 6 (20 février 1962) STS-95 (29 octobre 1998)                              | Premier vol orbital américain Record d'âge en vol spatial : 77 ans                                   | Glenn a rejoint la marine américaine en 1942 et a été transféré au corps des marines en 1943. Il a connu le service actif en tant que pilote de chasse dans le Pacifique pendant la Seconde Guerre mondiale, en Chine et pendant la guerre de Corée, lorsqu'il a abattu trois Mikoyan-Gourevitch MiG-15. Il s'est qualifié comme pilote d'essai avec la classe 12 à l'US Naval Test Pilot School en 1954. En 1957, il a effectué le premier vol transcontinental supersonique à travers les États-Unis. Glenn a volé dans l'espace sur Mercury-Atlas 6, le premier vol orbital de Mercury, et est devenu le premier Américain à orbiter autour de la Terre. Il a pris sa retraite de la NASA en 1964 et du Corps des Marines avec le grade de colonel en 1965. De 1974 à 1999, il a été sénateur démocrate américain de l'Ohio. Alors qu'il était sénateur américain en 1998, il a été choisi pour voler en tant que spécialiste civil de charge utile lors de la mission d'octobre à novembre STS-95 de la navette spatiale Discovery et, à l'âge de 77 ans, il est devenu la personne la plus âgée à orbiter autour de la Terre. | ,          |
| Portrait de Virgil Grissom.  | Virgil Ivan « Gus » Grissom         | USAF | 3 avril 1926 Mitchell (Indiana) 27 janvier 1967 Cap Canaveral (Floride)          | Mercury-Redstone 4 (21 juillet 1961) Gemini 3 (23 mars 1965)                            | Vol suborbital de 15 minutes Essai habité du vaisseau Gemini                                         | Grissom a rejoint l'USAF en 1950 et a effectué 100 missions de combat pendant la guerre de Corée en tant que pilote de F-86 Sabre. Il est diplômé de l'École des pilotes d'essai de l'USAF de l'Edwards Air Force Base avec la classe 56D (la même classe que Gordon Cooper) en 1956. Grissom a volé dans l'espace sur Mercury-Redstone 4, le deuxième vol suborbital Mercury, puis en tant que pilote commandant de bord de Gemini 3, la première mission du programme Gemini avec équipage en 1965, devenant la première personne à voler deux fois dans l'espace. Il a été désigné commandant d'Apollo 1 mais a été tué dans un incendie lors d'un test de répétition sur la rampe de lancement. Au moment de sa mort, il était lieutenant-colonel dans l'USAF. | ,          |
| Portrait de Walter Schirra.  | Walter Marty « Wally » Schirra, Jr. | USN  | 12 mars 1923 Hackensack (New Jersey) 3 mai 2007 La Jolla (Californie)            | Mercury-Atlas 8 (3 octobre 1962) Gemini 6 (15 décembre 1965) Apollo 7 (11 octobre 1968) | Troisième vol orbital américain Premier rendez-vous spatial Essai habité du vaisseau Apollo          | Schirra est diplômé de l'Académie navale d'Annapolis en 1945. Après avoir servi pendant la Seconde Guerre mondiale, il s'est qualifié comme pilote en 1948 et a connu le service en échange avec l'USAF en tant que pilote de chasse dans la guerre de Corée, volant 90 missions de combat et abattant deux MiG. Il s'est qualifié en tant que pilote d'essai avec la classe 20 à l'US Naval Test Pilot School en 1958. Schirra a volé dans l'espace sur Mercury-Atlas 8, le troisième vol orbital Mercury ; sur Gemini 6A en 1965 ; et Apollo 7, la première mission du programme Apollo avec équipage. Schirra a été la première personne à aller trois fois dans l'espace et la seule à avoir effectué des missions Mercury, Gemini et Apollo. Il a démissionné de la NASA et a pris sa retraite de la marine américaine avec le grade de capitaine en 1969, et a rejoint CBS News en tant que co-présentateur de Walter Cronkite pour les émissions des missions d'alunissage d'Apollo. | ,          |
| Portrait d'Alan Shepard.     | Alan Bartlett Shepard, Jr.          | USN  | 18 novembre 1923 Derry (New Hampshire) 21 juillet 1998 Pebble Beach (Californie) | Mercury-Redstone 3 (5 mai 1961) Apollo 14 (31 janvier 1971)                             | Vol suborbital, trois semaines après le vol orbital de Gagarine 3e alunissage ; 5e homme sur la Lune | Shepard est diplômé de l'Académie navale d'Annapolis en 1944. Après avoir servi pendant la Seconde Guerre mondiale, il s'est qualifié comme pilote en 1947 et comme pilote d'essai à l'US Naval Test Pilot School en 1950. Shepard a volé en l'espace sur Mercury-Redstone 3, le premier vol Mercury piloté, et est devenu le premier Américain dans l'espace. Il devait commander le dernier vol Mercury, Mercury-Atlas 10, mais celui-ci a été annulé, puis le premier vol du programme Gemini, mais il a été cloué au sol en 1963 après que lui a été diagnostiquée la maladie de Menière, une affection dans laquelle la pression du fluide s'accumule dans l'oreille interne, entraînant une désorientation, des étourdissements et des nausées. Il est resté avec le programme spatial, acceptant le poste de chef du Bureau des astronautes, jusqu'à ce qu'une chirurgie corrective expérimentale le guérisse, et il a été réaffecté au vol en mai 1969. En 1971, il a commandé Apollo 14, la troisième mission d'atterrissage lunaire avec équipage, et est devenu le cinquième et le plus vieil homme à marcher sur la Lune. Il a été promu contre-amiral, le premier astronaute à atteindre ce grade. Il a pris sa retraite de la NASA et de la marine américaine en 1974. | ,          |
| Portrait de Donald Slayton.  | Donald Kent « Deke » Slayton        | USAF | 1er mars 1924 Sparta (Wisconsin) 13 juin 1993 League City (Texas)                | Apollo-Soyouz (15 juillet 1975)                                                         | Premier vol avec les Soviétiques                                                                     | Slayton a rejoint l'US Army Air Corps en 1942 et a effectué des missions de combat au-dessus de l'Europe et du Pacifique pendant la Seconde Guerre mondiale. Il a rejoint la Garde nationale aérienne du Minnesota en 1951 et l'USAF en 1952. Il est diplômé de l'USAF Test Pilot School de l'Edwards Air Force Base avec la classe 55C, et a servi comme pilote d'essai à l'Air Force Test Center (AFTC). Avant que Slayton ne puisse effectuer son vol Mercury, il a été diagnostiqué avec un rythme cardiaque irrégulier (fibrillation atriale idiopathique) et cloué au sol par la NASA et l'armée de l'air. Il a démissionné de l'USAF en 1963 avec le grade de major, mais est resté avec le programme spatial, d'abord en tant que chef officieux du Bureau des astronautes, puis en tant que directeur des opérations de l'équipage de conduite. En juillet 1970, il a retrouvé le statut de vol et a volé sur le dernier vaisseau spatial Apollo en juillet 1975 en tant que pilote du module d'amarrage sur le vol du programme d'essai Apollo-Soyouz. Il a quitté la NASA en 1982. | ,          |

## Influence

### Conception du vaisseau spatial Mercury

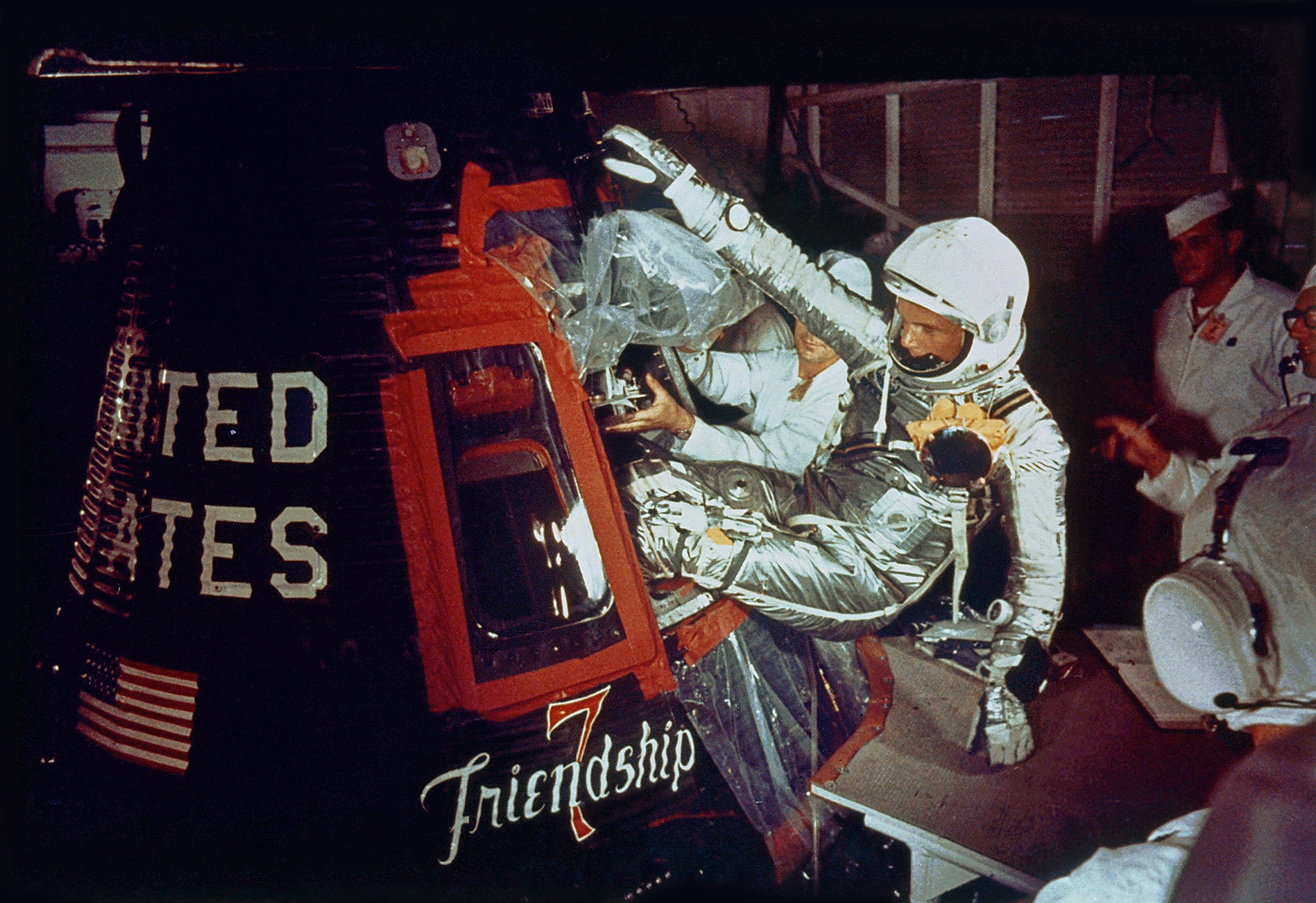
John Glenn entrant dans le vaisseau spatial Mercury Friendship 7 (Mercury-Atlas 6) le 20 février 1962.

Le vaisseau spatial Mercury est moins fiable que les véhicules précédents des astronautes[Lequel ?]. Après avoir vu une fusée Atlas exploser lors du lancement le 18 mai 1959, ils en plaisantent publiquement dans un humour noir typique utilisé par les pilotes d'essai pour faire face au danger. Toutefois, en privé, ils estiment que l'un d'eux va mourir pendant le programme Mercury. Les astronautes participent à la conception et à la planification du programme, se répartissant le travail entre eux. Carpenter ayant une formation en électronique aéroportée et en navigation astronomique, il assume donc la responsabilité des systèmes de communication et de navigation du vaisseau spatial. Grissom ayant un diplôme en génie mécanique, il devient responsable des systèmes de contrôle d'attitude. Glenn ayant de l'expérience dans le pilotage de nombreux types d'avions, il supervise l'aménagement du poste de pilotage. Schirra prend la responsabilité des systèmes de survie et des combinaisons pressurisées. S'appuyant sur son expérience en tant qu'officier de la marine, Shepard s'occupe du réseau de suivi et assure la liaison avec la marine pour les opérations de récupération après les retours de l'espace. Cooper et Slayton sont des officiers de l'armée de l'air avec une formation en ingénierie, ils traitent donc avec l'arsenal de Redstone et Convair qui ont construit les fusées Redstone et Atlas utilisées par le programme Mercury. Les astronautes affectent ainsi la conception du vaisseau spatial Mercury de manière significative, insistant pour qu'un hublot soit installé et faisant pression pour un plus grand degré d'autonomie des astronautes dans le pilotage du vaisseau spatial.

### Rémunération, image et représentation
Les astronautes restent en service actif en tant qu'officiers militaires et sont payés en fonction de leur grade. En complément, ils reçoivent une indemnité journalière per diem de 9 $ pour les déplacements d'une journée et une indemnité journalière de 12 $ pour les voyages avec nuitées, qui ne couvre pas le coût des hôtels et des repas au restaurant. En conséquence, les astronautes évitent de dépenser de l'argent en voyageant car ils sont personnellement responsables des coûts supérieurs à leur indemnité journalière allouée. Une composante importante de leur revenu est l'indemnité de vol mensuelle, qui varie de 190 $ à 245 $,.

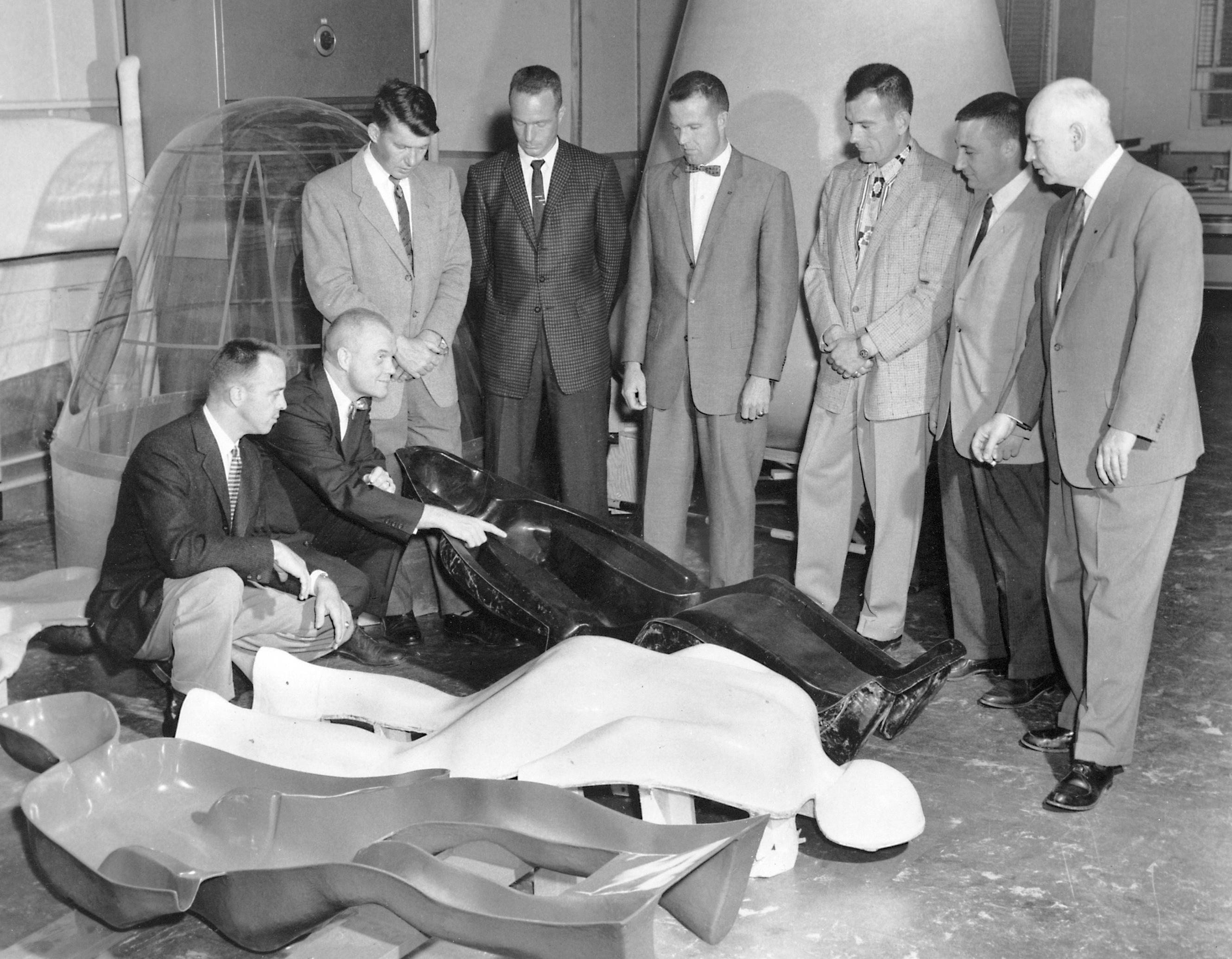
Les sept astronautes et Robert Gilruth, le 28 septembre 1959, examinent les sièges moulés destinés à équiper le vaisseau spatial Mercury.

Les astronautes se rendent à de fréquentes réunions à travers le pays sur des vols commerciaux, ce qui les oblige à gagner leur indemnité de vol le week-end. Grissom et Slayton se rendent régulièrement à la base aérienne de Langley et tentent de voler les quatre heures requises par mois, mais doivent jouer avec les disponibilités des avions Lockheed T-33 Shooting Star prisés des colonels et des généraux. Cooper se rend à la base de la Garde nationale aérienne McGhee Tyson dans le Tennessee, où un ami le laisse piloter des jets Lockheed F-104 Starfighter (version B) plus performants. Cela se fait savoir lorsque Cooper déjeune avec William Hines, un journaliste du Washington Star, et est dûment rapporté dans le journal. Cooper discute ensuite de la question avec le membre du Congrès James G. Fulton et la question est reprise par l'United States House Committee on Science, Space, and Technology,. En quelques semaines, les astronautes disposent d'un accès prioritaire aux Lockheed T-33 Shooting Star, Convair F-102 Delta Dagger et Convair F-106 Delta Dart de l'USAF à Langley. En 1962, la NASA fait l'acquisition d'une flotte de Northrop T-38 Talon pour leur usage.
Après que le dirigeant de General Motors, Ed Cole, a présenté à Shepard une toute nouvelle Chevrolet Corvette, Jim Rathmann, un pilote de voiture de course qui a remporté les 500 miles d'Indianapolis en 1960 et qui est concessionnaire Chevrolet à Melbourne en Floride, convainc Cole d'en faire une campagne continue de marketing. Désormais, les astronautes peuvent louer des Corvettes pour un dollar par an. Tous les Mercury Seven sauf Glenn acceptent cette aubaine. Cooper, Grissom et Shepard font des courses sur leurs Corvettes autour du cap Canaveral avec la relative complicité de l'armée et la police locale. D'un point de vue marketing, c'est un grand succès qui aide la Corvette, malgré son prix élevé, à s'établir comme une marque « désirable ».
Les astronautes du programme Mercury établissent le style et l'apparence des astronautes. « J'ai vite appris », se souvient plus tard Gene Kranz, « si vous voyiez quelqu'un portant une chemise à manches courtes Ban-Lon et des lunettes de soleil d'aviateur, vous regardiez un astronaute ». Alors qu'ils sont occupés par l'entraînement intense pour leurs vols, ils font également la fête. Certains ont des aventures avec les groupies. La NASA cherche activement à protéger les astronautes et l'agence de la publicité négative et à maintenir une image de « garçons américains [propres sur eux] ».
Il leur est interdit d'être rémunérés pour des apparitions à la radio ou à la télévision, ou de faire la promotion de produits commerciaux, mais ils sont autorisés à vendre leurs histoires personnelles. En août 1959, ils embauchent un agent, C. Leo DeOrsey (en), et ce dernier négocie un contrat exclusif avec le magazine Life au nom des astronautes pour 500 000 $, en échange d'un accès exclusif à leur vie privée, leurs maisons et des familles. Les sept astronautes acceptent de partager à parts égales tout produit des interviews, quel que soit celui qui volera le premier. L'argent est en partie utilisé comme assurance-vie. Entre août 1959 et le 15 mai 1963, ils reçoivent chacun 71 428,71 $,. Leur porte-parole officiel de 1959 à 1963 est l'administrateur des affaires publiques de la NASA, le lieutenant-colonel de l'USAF John A. Powers (dit Shorty Powers), qui devient ainsi connu dans la presse comme le « huitième astronaute »,.

### Bureau des astronautes
Alors que des groupes supplémentaires d'astronautes sont sélectionnés dans les années 1960, les Mercury Seven restent maîtres des décisions de gestion. Le Bureau des astronautes, dirigé par Shepard, est l'une des trois divisions de la direction des opérations de l'équipage de conduite, dirigée par Slayton. Étant donné que vingt-six des trente premiers astronautes sont des militaires, le Bureau des astronautes a un caractère militaire, bien que peu d'astronautes portent leur uniforme, en serait-ce qu'une fois par an. Il y a une réunion bihebdomadaire des pilotes au cours de laquelle les activités prévues pour les deux semaines à venir sont discutées et du temps est réservé par la suite pour trancher les différends.
Shepard dirige le Bureau des astronautes en laissant plus de liberté et de droits selon l'importance du grade. Les astronautes du programme Mercury et ceux de 1962 ont leurs propres places de stationnement attribuées à l'extérieur du bâtiment 4 du centre spatial Lyndon B. Johnson, tandis que les astronautes des groupes ultérieurs doivent concourir pour les espaces restants attribués aux astronautes. Alors que Shepard interdit aux astronautes juniors de recevoir des cadeaux et d'être consultant ou d'enseigner à temps partiel, il reste vice-président et copropriétaire de la Baytown National Bank à Houston et y consacre une grande partie de son temps.
La formation est toujours non notée et les Mercury Seven n'ont rien à gagner et beaucoup à perdre d'être objectivement comparés aux nouveaux groupes, car cela peut menacer leur statut privilégié, leur contrôle de gestion et leur priorité pour les affectations de vol. La participation de l'astronaute à leurs événements de formation est donc volontaire. Le fonctionnement du Bureau des astronautes ne changera qu'après la retraite des astronautes du programme Mercury dans les années 1970 et sa reprise par George Abbey.

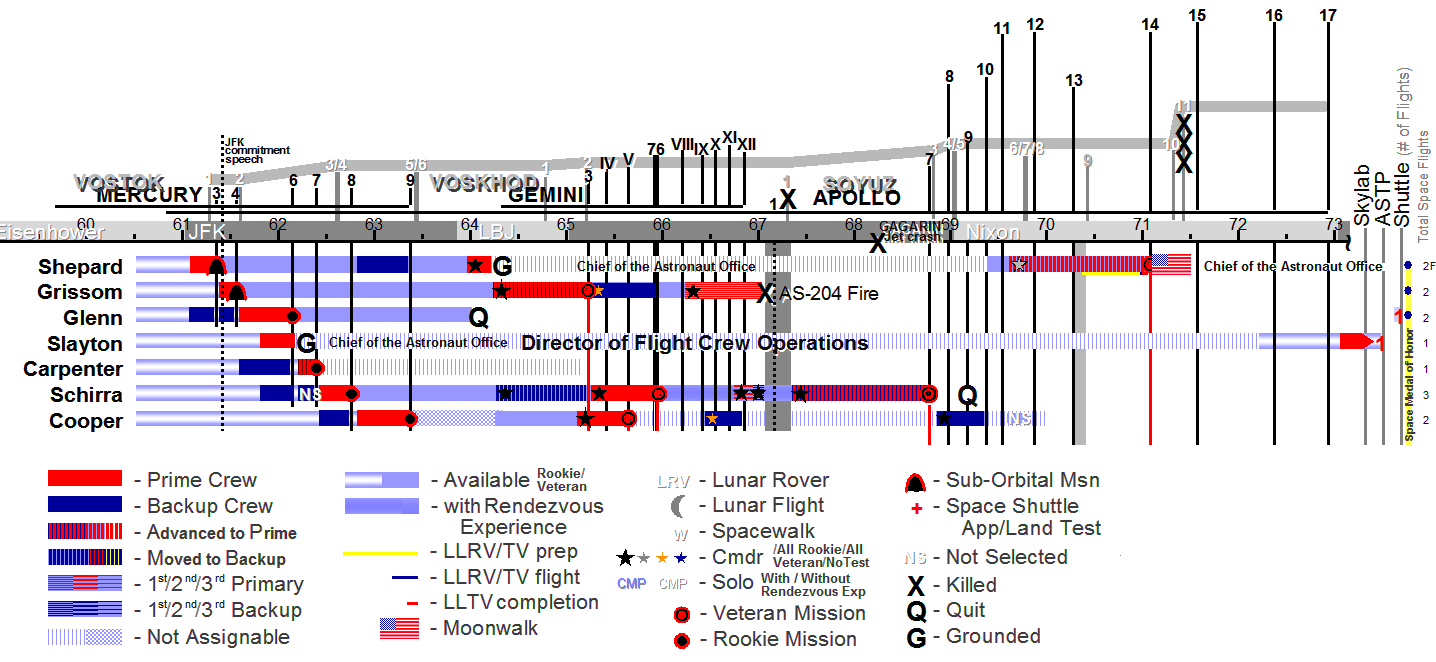
Tableau indiquant les affectations du groupe 1 (Mercury Seven) aux programmes Mercury, Gemini et Apollo.

## Postérité

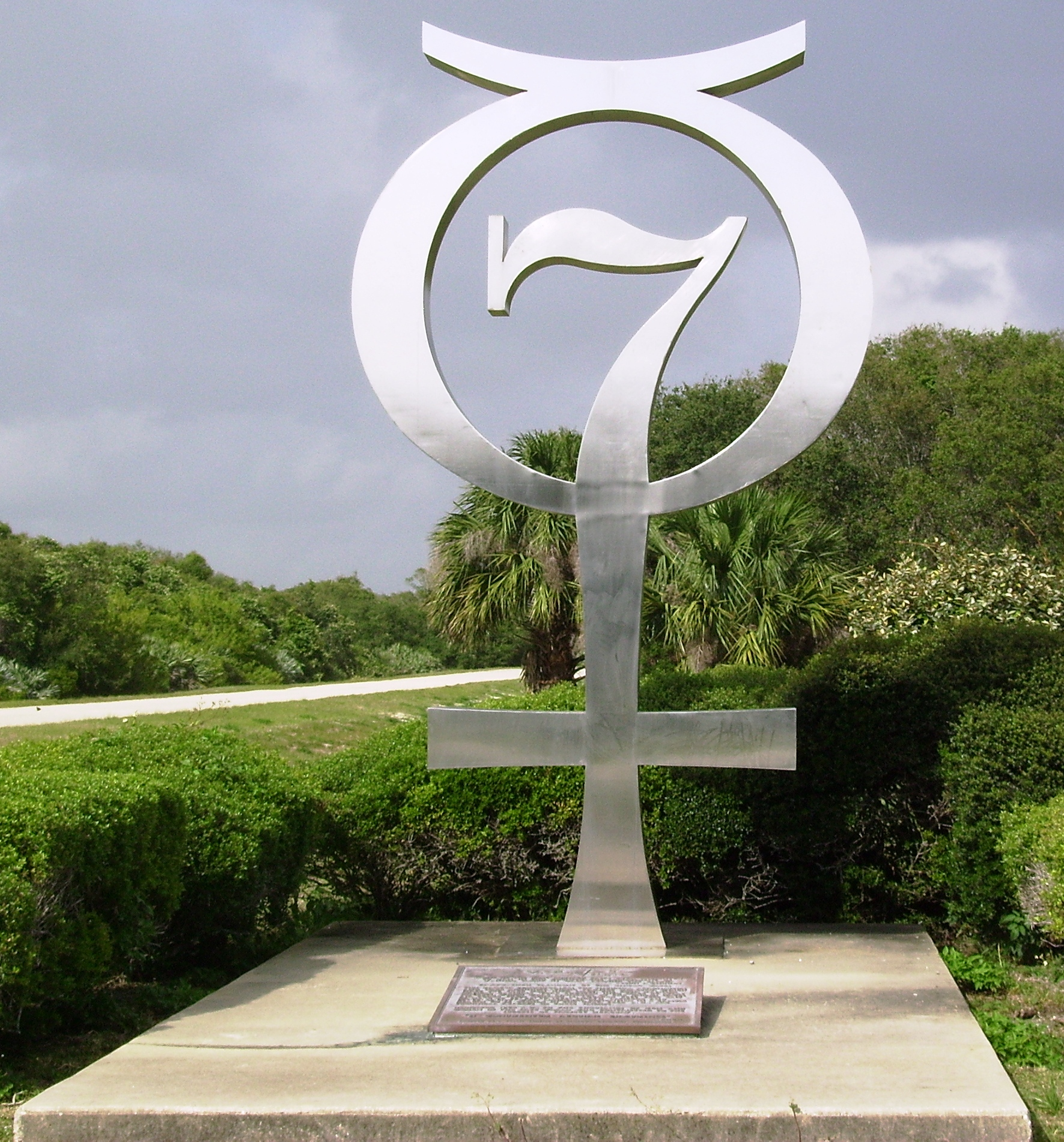
Le monument au programme Mercury au complexe de lancement 14 de Cap Canaveral.

Les Mercury Seven ont raconté leur sélection et leur préparation pour les missions du programme Mercury dans le livre We Seven (1962). Tom Wolfe publie une version moins épurée de leur histoire dans L'Étoffe des héros (1979). Le livre de Wolfe sert de base au film L'Étoffe des héros (1983) réalisé par Philip Kaufman et à la série télévisée L'Étoffe des héros (2020). Une autre série télévisée The Astronaut Wives Club (2015) retrace elle la vie des épouses des sept astronautes. Parmi les femmes de ces astronautes, Annie Glenn est la plus notable pour son implication en faveur des personnes handicapées et celles ayant des troubles de la communication, souffrant elle-même, comme son père, de bégaiement.
En 1984, avec Betty Grissom (en), la veuve de Virgil Grissom, les astronautes du programme Mercury fondent la Mercury Seven Foundation qui collecte des fonds pour offrir des bourses universitaires aux étudiants en sciences et en ingénierie. Elle est rebaptisée Astronaut Scholarship Foundation en 1995. Shepard est élu comme son premier président, poste qu'il occupe jusqu'en octobre 1997, date à laquelle il est remplacé par James Lovell.
Glenn est devenu le premier Américain en orbite en 1962. Plus tard dans sa vie, en 1998, il vole sur la navette spatiale Discovery pour devenir la personne la plus âgée à voler dans l'espace à l'époque, à l'âge de 77 ans. Étant le dernier membre vivant des Mercury Seven, à sa mort en 2016 à l'âge de 95 ans, il n'y a plus de d'astronautes vivant de ce groupe.

## Prix et honneurs
Le groupe des Mercury Seven remporte le prix Iven C. Kincheloe de la Society of Experimental Test Pilots (SETP) en 1963. Le président des États-Unis John Fitzgerald Kennedy remet au groupe d'astronautes le trophée Collier de 1962 à la Maison-Blanche « pour le vol spatial habité pionnier aux États-Unis »,.
Le monument au programme Mercury au complexe de lancement 14 de Cap Canaveral où les quatre lancements de Mercury-Atlas se sont déroulés, est inauguré le 10 novembre 1964. Une capsule temporelle contenant des rapports, des photographies et un film est enterrée sous le monument, et sera ouverte en 2464.

### Bibliographie

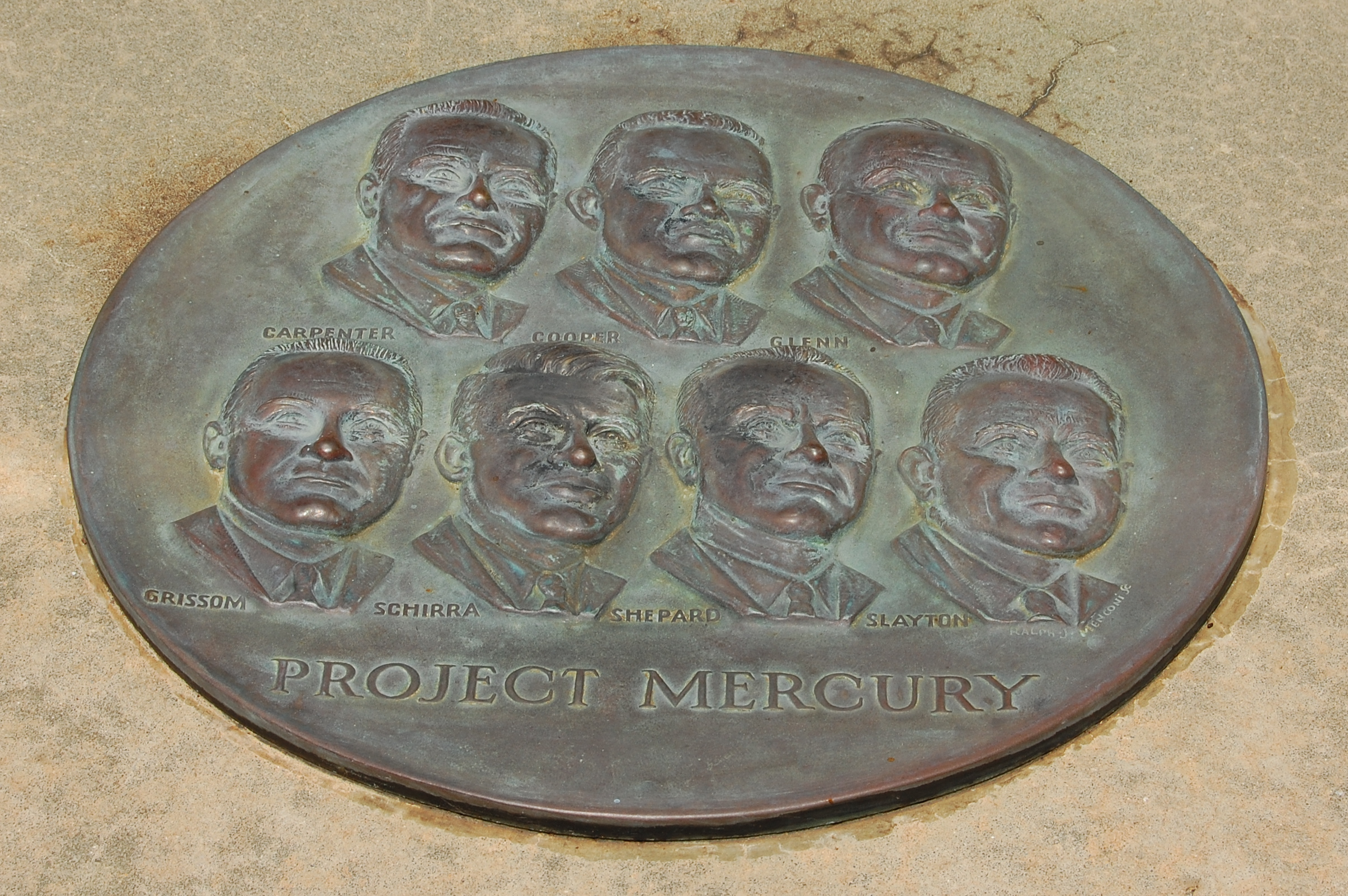
Plaque commémorative au complexe de lancement 14.